# Републикански път III-6072
Републикански път IIІ-6072 е третокласен път, част от Републиканската пътна мрежа на България, преминаващ по територията на Ловешка и Габровска област. Дължината му е 29,1 km.
Пътят се отклонява надясно при 42,9 km на Републикански път III-607 в центъра на квартал „Острец“ на град Априлци и се насочва на изток. След като преодолее нисък вододел навлиза в Габровска област, достига изворната област на река Негойчевица (ляв приток на Росица) и започва спускане надолу по долината ѝ. Преминава през селата Кръвеник и Селище и достига до село Стоките. Тук пътят завива на север и продължава надолу по долината на река Росица. Преминава последователно през селата Попска, Карамичевци и Батошево и на около 1 km южно от село Горна Росица се свързва с Републикански път III-4402 при неговия 4,7 km.
| Пътища, отклоняващи се надясно (населено място, № на пътя, посока на пътя) | km   | Пътища, отклоняващи се наляво (посока на пътя, № на пътя, населено място) |
| -------------------------------------------------------------------------- | ---- | ------------------------------------------------------------------------- |
| Община Априлци, Област Ловеч, III-607, 42,9 km, гр. Априлци →              | 0,0  | → гр. Априлци, 42,9 km, III-607, Област Ловеч, Община Априлци             |
| Община Севлиево, Област Габрово (за с. Табашка) общински път ←             | 5    | Област Габрово, Община Севлиево .                                         |
|                                                                            | 6,8  | → общински път (за с. Шопите)                                             |
| с. Кръвеник                                                                | 7,4  | → с. Кръвеник, общински път (за с. Боазът)                                |
| (за с. Табашка) общински път, с. Кръвеник ←                                | 7,9  | с. Кръвеник                                                               |
| с. Селище                                                                  | 9,6  | с. Селище                                                                 |
| (за с. Тумбалово) общински път, с. Стоките ←                               | 15,5 | с. Стоките                                                                |
| с. Попска                                                                  | 17,3 | с. Попска                                                                 |
| с. Карамичевци                                                             | 20   | с. Карамичевци                                                            |
|                                                                            | 21,8 | → общински път (за с. Енев рът)                                           |
| с. Батошево                                                                | 23,4 | → с. Батошево, общински път (за с. Шумата)                                |
| (за с. Кастел) общински път, с. Батошево ←                                 | 26,1 | с. Батошево                                                               |
| (до с. Враниловци) III-4402, 4,7 km ←                                      | 29,1 | ← 4,7 km, III-4402 (от 8,5 km на II-44)                                   |